# South African Navy
La South African Navy (SAN) è l'attuale marina militare del Sudafrica, componente navale delle forze nazionali di difesa sudafricane; tradizionalmente la fondazione della marina sudafricana è fissata al 1861, con l'arruolamento di una brigata navale a Port Elizabeth. Il suo ruolo è di "preparare e condurre operazioni navali in difesa della Repubblica Sudafricana, dei suoi cittadini ed interessi, e di condurre operazioni in tempo di pace in supporto degli obiettivi nazionali"
Altri compiti comprendono il mantenimento e la fornitura dei servizi navali in supporto alle altre autorità e dipartimenti dello stato, compresa la ricerca e soccorso, protezione delle risorse marittime e trasporto marittimo dei diplomatici.

## Storia

### Le origini

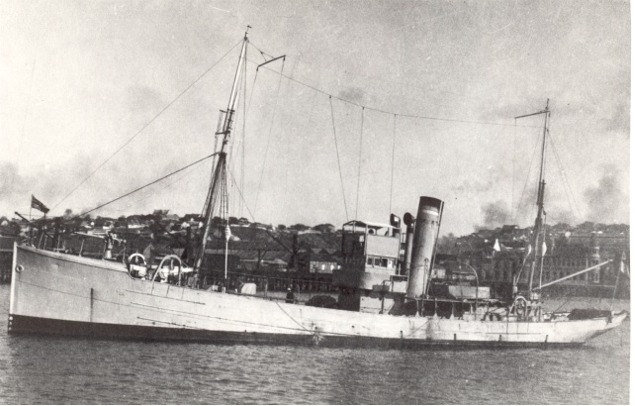
SAS Immortelle, circa 1935

Il SA Naval Service, nell'ambito dell'Impero britannico, venne istituito il 1º aprile 1922. Precedentemente, si formarono i Natal Naval Volunteers (NNV), in Durban il 30 aprile 1885 così come i Cape Naval Volunteers (CNV), a Cape Town nel 1905. Il 1º luglio 1913 queste due unità vennero amalgamate per formare la South African Division della Royal Naval Volunteer Reserve (RNVR). Durante la prima guerra mondiale un totale di 164 membri della RNVR (SA) servirono nella Royal Navy ed un totale di 412 sudafricani servì nella RNVR (SA) durante la guerra, mentre la base navale a Simons Town giocò un ruolo strategico per gli Alleati.
Le prime navi, acquisite in prestito permanente dalla Royal Navy, dalla neonata marina furono la HMSAS Protea (un battello idrografico), HMSAS Sonneblom e HMSAS Immortelle (entrambe pescherecci dragamine). Comunque la grande depressione comportò da parte del governo dei tagli al bilancio e le navi acquisite dalla Royal Navy vennero restituite (la HMSAS Protea nel 1933 e le restanti nel 1934).

## Forza attuale
La marina sudafricana ha una consistenza di personale limitata, circa 8000 nel 2013, ed un numero esiguo di navi, anche se negli ultimi anni rafforzato da 4 fregate della classe MEKO A-200SAN. La forza navale non comprende unità di fanteria di marina, disciolte dopo la ristrutturazione seguita alla guerra di confine con l'Angola del 1989.
| Immagine | Classe/Nome              | Tipo                   | Pennant | Entrata in servizio |
| -------- | ------------------------ | ---------------------- | ------- | ------------------- |
|          | Classe Valour            | Fregata                | 4       | 2004                |
|          | classe Heroine           | sottomarino            | 3       | 2005                |
|          | classe Warrior           | Offshore Patrol Vessel | 2       | 1979                |
|          | classe River             | Navi contromisure mine | 2       | 1981                |
|          | classe T (pattugliatore) | Inshore patrol vessel  | 3       | 1992                |
|          | classe Namacurra         | pattugliatore portuale | 21      | 1981                |

## Bandiera navale

1922–1946
1946–1951
1951–1952
1952–1959
1959–1981
1981–1994
27 Aprile 1994 - 11 Novembre 1994
1994–oggi